# كيب غلوستر، كوينزلاند
كيب غلوستر (بالإنجليزية: Cape Gloucester) هي منطقة ساحلية في مقاطعة ويتصنداي، كوينزلاند، أستراليا. بلغ عدد سكانها في تعداد 2016، 62 نسمة.

## تاريخها
سميت المنطقة باسم كيب، والذي يرتيط بدوره باسم ويليام هنري، دوق غلوستر وإدنبره، في 4 يونيو 1770 بواسطة الملازم جيمس كوك قبطان إتش إم إس إنديفور.